# Золотодобувна промисловість Узбекистану
Золотодобувна промисловість Узбекистану — підгалузь кольорової металургії з видобутку та вилучення золота з руд і розсипів на території Узбекистану.

## Запаси, ресурси, родовища
Запаси золотих і срібних руд значні. Станом на 2002 р. за підтвердженими запасами золота країна посідає 7-е місце у світі (після ПАР, США, Канади, Росії, Австралії та Індонезії), за імовірними запасами — 6-е (після ПАР, США, Канади, Росії і Бразилії). Вони розташовані у власне золоторудних і комплексних родовищах, де тонкі включення Ag і Au вкраплені в сульфідні, рідше жильні мінерали. Власне золоторудні і золото-срібні ендогенні родовища представлені постмагматичними утвореннями вулканогенного і плутоногенного типів. Екзогенні родовища — алювіальні і пролювіальні. Узбекистан має 41 золотоносне поле, включаючи 33 жильних. Основні запаси золота (близько 70 %) зосереджені в рудних родовищах Центрального Кизилкуму. Найбільше родовище — Мурунтау (найбільше в Євразії). У Ташкентській області поблизу м. Ангрен є родовища золота Кизилалмасай та Кочбулак. Підготовлені до розробки родовища срібних руд: Високовольтне, Окжєтпєс, Косманачі в Навоїнській області, триває розвідка родовища Актепє в Наманганській області (дані 2002 р.). Загалом в Узбекистані відкрито 48 родовищ золота, в тому числі 39 власне золоторудних і 9 комплексних.
Запаси руди в гірському відведенні підприємства Мурунтау оцінюються в 600 млн т із вмістом Au приблизно 2 г/т і достатні для його експлуатації до 2032 р. Запаси складованих бідних руд становлять 220 млн т зі середнім вмістом Au 1,4 г/т. Підтверджені запаси золота на родовищі Мурунтау — бл. 2100 т [Mining Annual Review 2002].

## Видобуток та переробка
Станом на 2000 р. за видобутком золота Узбекистан займає 9-е місце у світі. Видобуток Au в Узбекистані за 1998 р. становив 85 т, за 2001 р. — близько 86 т. Промисловий видобуток золотих руд ведеться в Західному і Східному Узбекистані. Розробку проводять відкритим способом з використанням екскаваторів і драґлайнів; збагачення — флотацією. Найбільше родовище — Мурунтау дає бл. 60 % видобутку золота в країні. Тут же попутно отримують вольфрамовий концентрат. Крім того, золото добувають з мідно-молібденових руд.
Група золоторудних родовищ Мурунтау розробляється з 1967 р. Навоїським гірничометалургійним комбінатом — НГМК (в кінці ХХ ст. концерн «Кизилкумредметзолото») — одним з найбільших в Центральній Азії виробників золота і урану. Основною золоторудною базою підприємства є родовище Мурунтау (Центральні Кизилкуми), розробка якого ведеться з 1967 року. У складі комбінату діють два золотодобувних заводи: ГМЗ-2 в Зеравшані і ГМЗ-3 в Учкудуці (UzReport.com). Видобуток Au концерном в 1998 становив 55 т/рік, запаси в гірському відведенні оцінюються в 2130 т Au. На рубежі ХХ-XXI ст. приріст видобутку золота на НГМК склав 40 %. Згідно з розробленою Навоїським ГМК програмою розвитку золотодобувного напряму підприємства до 2005 року компанія планує збільшити виробництво золота на 7 % в порівнянні з 2002 роком, а до 2010 — на 18 %. Основний приріст виробництва золота забезпечить новий комплекс в Центральних Кизилкумах, початок будівництва якого запланований на 2003 р. Вартість проекту становить $250 млн. Комплекс включатиме золотозбагачувальну фабрику в Учкудуці на базі технологій біоксидного вилуговування (Biox) і гірничі підприємства на родовища Кокпатас і Даугістау. Річна проектна потужність заводу по руді 5 млн тонн. Проект буде реалізовуватися в два етапи протягом 4-х років. При виході на проектну потужність завод випускатиме близько 20 тонн золота на рік.